# Graziella Galvani

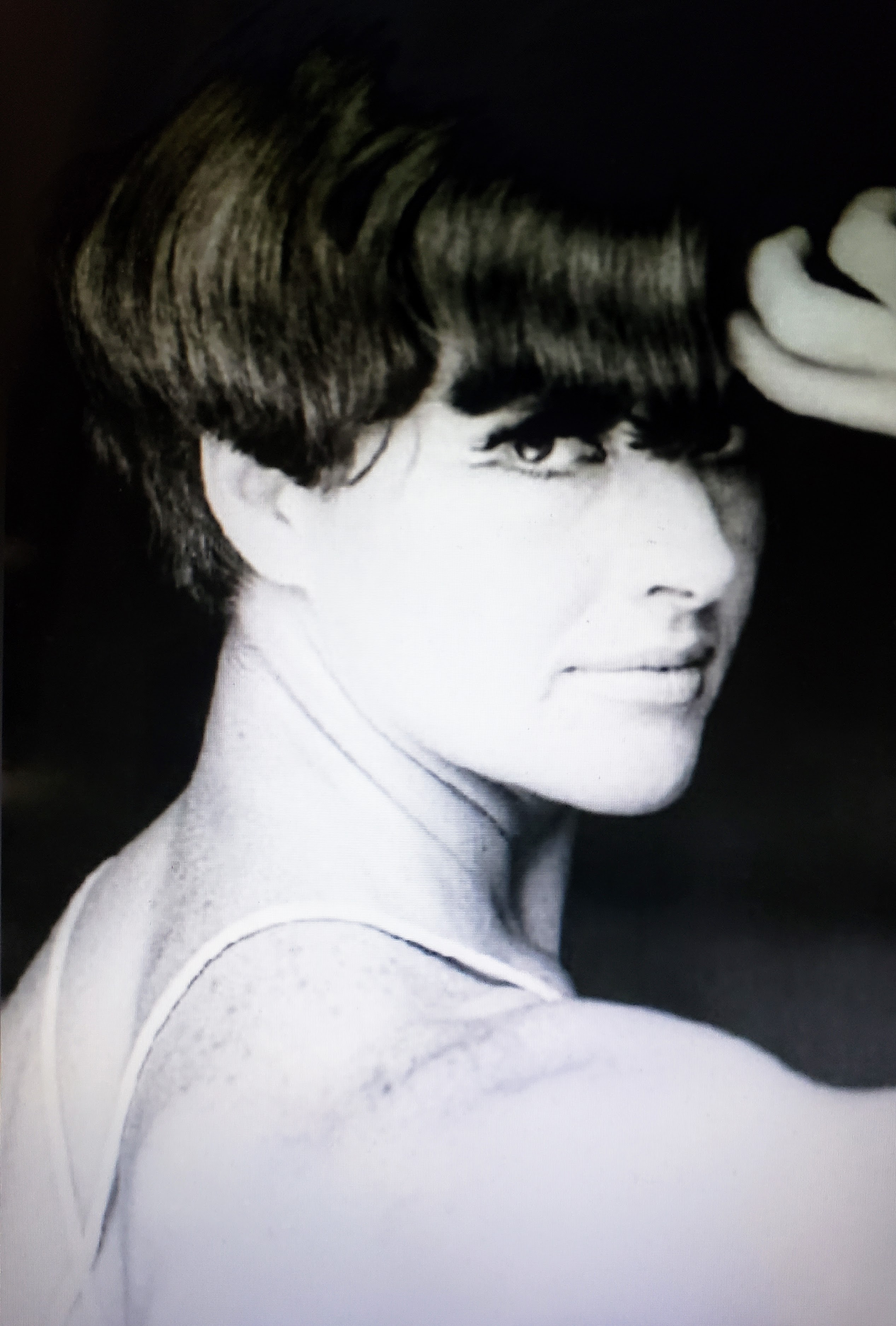
Graziella Galvani mentre saluta il pubblico

Graziella Galvani (Milano, 27 giugno 1931 – Urbino, 25 agosto 2022) è stata un'attrice italiana.

## Biografia
Diplomata alla Scuola d'Arte Drammatica del Piccolo Teatro di Milano è ancora un'allieva quando inizia a recitare in alcune rappresentazioni dirette da Giorgio Strehler. Svariati sono poi i ruoli interpretati in spettacoli di Teatri Stabili e di compagnie di giro. Nel biennio 1966-68 prende parte a una nuova messa in scena di Strehler dell'Arlecchino servitore di due padroni di Goldoni, nel ruolo di Smeraldina. Negli anni successivi lo spettacolo del Piccolo Teatro va in tournée in vari paesi d’Europa. Con Ferruccio Soleri va in tournée all'estero con Arlecchino l'amore e la fame, spettacolo sulla commedia dell'arte e sull'opera di Goldoni. Recita inoltre con Arnoldo Foà ne Il teatro comico (sempre di Goldoni), lavoro allestito dal Teatro Stabile di Bolzano. 
Negli anni settanta prende parte agli allestimenti, entrambi diretti ed interpretati da Antonio Salines, de L'educazione parlamentare (testo di Roberto Lerici) e La Commediaccia der Belli (la prima risale all'11 dicembre 1974), ambedue messi in scena dalla Compagnia Stabile del Teatro Belli di Roma. Recita poi in testi di autori tedeschi contemporanei come Quartett di Heiner Müller con Francesco Carnelutti, per la regia di Flavio Ambrosini, Chi va per le fronde di F.X. Kroetz con Remo Girone (direzione di Flavio Ambrosini) e In assenza del Sig. Goethe di Peter Hacks. Esordisce come regista con l'allestimento de La locandiera di C. Goldoni al Theater im Westen di Stoccarda; segue al Teatro Nacional D. Maria II di Lisbona la direzione rispettivamente di Na ausencia do Senhor Von Goethe (versione in portoghese della pièce di P. Hacks) e di O Poder do Dinheiro con Fernanda Alves e Luis Madureira. Tornata in Italia, dirige A tavola con Carlo Goldoni e successivamente 4 Cosmicomiche di Italo Calvino di cui è anche protagonista. Nel novembre 2016, insieme a Nina Hoss e Leda Palma, legge alcuni testi di Pier Paolo Pasolini al Deutsches Theater di Berlino.

## Filmografia

### Cinema
- Souvenir d'Italie, regia di Antonio Pietrangeli (1957)
- Kapò, regia di Gillo Pontecorvo (1959)
- Fantasmi a Roma, regia di Antonio Pietrangeli (1961)
- Cronache del '22, regia di Francesco Cinieri (1961)
- La separazione legale, regia di Florestano Vancini, episodio del film Le italiane e l'amore (1961)
- Frenesia dell'estate, regia di Luigi Zampa (1964)
- Il delitto di Anna Sandoval (El diablo también llora), regia di José Nieves Conde (1965)
- Il bandito delle 11 (Pierrot le fou), regia di Jean-Luc Godard (1965)
- Nick Carter e il trifoglio rosso (Nick Carter et le trèfle rouge), regia di Jean-Paul Savignac (1965)
- Camille 2000, regia di Radley Metzger (1969)
- Senza sapere niente di lei, regia di Luigi Comencini (1969)
- Lettera aperta a un giornale della sera, regia di Francesco Maselli (1970)
- Fiorina la vacca, regia di Vittorio De Sisti (1972)
- La seduzione, regia di Fernando Di Leo (1973)
- I miracoli accadono ancora, regia di Giuseppe Maria Scotese (1974)
- Zio Adolfo in arte Führer, regia di Castellano e Pipolo (1978)
- La terrazza, regia di Ettore Scola (1980)
- La notte di San Lorenzo, regia di Paolo e Vittorio Taviani (1982)
- L'uomo della guerra possibile (Una notte di pioggia), regia di Romeo Costantini (1986)
- Tre colonne in cronaca, regia di Carlo Vanzina (1990)
- Swing Troubadour, regia di Bruno Bayen (1991)
- Coitado do Jorge, regia di Jorge Silva Melo (1993)
- Favola contaminata, regia di Claudio Pappalardo (1995)
- Gialloparma, regia di Alberto Bevilacqua (1999)

### Televisione
- Via Belgarbo, regia di Vittorio Cottafavi - film TV (1957)
- L'alfiere nero, regia di Carlo Lodovici - episodio della serie TV Racconti dell'Italia di ieri (1961)
- La ricetta miracolosa, regia di Alessandro Brissoni (1961)
- Sesto Piano, regia di Flaminio Bollini (1962)
- Processo a Maria Antonietta, di Belisario Randone (1962)
- Il boia di Siviglia, regia di Eros Macchi (1963)
- Le inchieste del commissario Maigret, regia di Mario Landi (1964)
- Lo scapolo, regia di Flaminio Bollini, trasmesso sul Secondo programma il 18 novembre 1964
- La strada più lunga (film tv RAI), regia di Nelo Risi (1965)
- Detective Story, regia di Giuseppe Fina (1970)
- Papà Goriot, regia di Tino Buazzelli (1970)
- Orfeo in paradiso (miniserie tv RAI), regia di Leandro Castellani (1971)
- Corpo 36 (film tv RAI), regia di Lydia C. Ripandelli (1974)
- Murat, regia di Silverio Blasi – miniserie TV (1975)
- Rosso veneziano, regia di Marco Leto (1976) - miniserie tv
- Il processo a Maria Tarnowska (miniserie tv Rete Due), regia di Giuseppe Fina (1977)
- Die Ringe des Saturn (film tv Austriaca), regia di Michael Kehlmann (1992)

## Programmi TV
- L'approdo (1965 - 1966)